# Canadian Professional Hockey League 1926/27
Die Saison 1926/27 war die erste reguläre Saison der Canadian Professional Hockey League (CPHL). Meister wurden die London Panthers.

## Modus
In der Regulären Saison absolvierten die fünf Mannschaften jeweils 32 Spiele. Für einen Sieg erhielt jede Mannschaft zwei Punkte, bei einem Unentschieden einen Punkt und bei einer Niederlage null Punkte.

## Reguläre Saison

### Tabelle
Abkürzungen: GP = Spiele, W = Siege, L = Niederlagen, T = Unentschieden, GF = Erzielte Tore, GA = Gegentore, Pts = Punkte
|                         | GP | W  | L  | T | GF | GA | Pts |
| ----------------------- | -- | -- | -- | - | -- | -- | --- |
| Stratford Nationals     | 32 | 20 | 12 | 0 | 92 | 81 | 50  |
| Hamilton Tigers         | 32 | 16 | 15 | 1 | 81 | 78 | 33  |
| London Panthers         | 32 | 16 | 15 | 1 | 89 | 78 | 33  |
| Windsor Hornets         | 32 | 14 | 17 | 1 | 72 | 95 | 29  |
| Niagara Falls Cataracts | 32 | 12 | 19 | 1 | 78 | 81 | 25  |